# Árpástó község
Árpástó község (románul: Comuna Braniștea) község Beszterce-Naszód megyében, Romániában. Központja Árpástó, beosztott falvai Magyardécse, Omlásalja.

## Népessége
A 2011-es népszámlálás adatai alapján a község népessége 3047 fő volt.